# Іфіка Ієрополітика

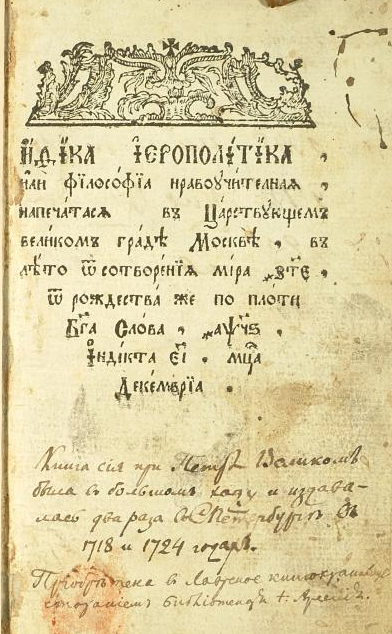
Іфіка Ієрополітика 1796 року

«Іфіка Ієрополітика, чи Філософія повчальна символами і порівняннями пояснена до навчання й користі юнакам» — філософсько-богословський твір церковнослов'янською мовою, виданий в друкарні Києво-Печерської лаври у 1712 році. 
Перша частина назви книжки «Іфіка Ієрополітіка» це два неологізми, утворені транслітерацією давньогрецьких слів: грец. ἠθικός ἠθικός — «що стосується моральності, етичний» + грец. ἱερός ἱερός — «великий, священний» + грец. πολῑτική πολῑτική - «державна діяльність, політика». Це збірка повчань про чесноти. Автор книги невідомий. У чотиривірші «До читача» вказано: «Не завершивши книжечки, автор преставився». У книзі вміщено присвяту гетьману Івану Скоропадському, яку написав архімандрит Києво-Печерської лаври Опанас (Миславський). Митрополит Євген і архієпископ Філарет вважали його автором книги. Петро Пекарський висловлював сумнів щодо цього.

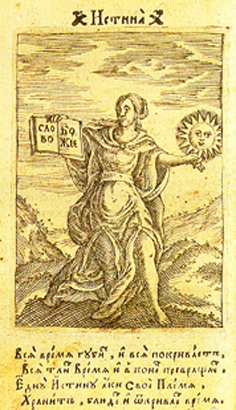
Одна з гравюр Нікодима Зубрицького

Декорована гравюрами по міді (всього 67), по змісту алегоричні, на другий з них варто монограма "NZ", так підписував свої роботи Никодим Зубрицький. Ймовірно, всі гравюри у виданні створив він. До кожної гравюри є пояснювальний напис, більшість з цих написів у формі чотиривіршів.   
Сюжети до гравюр позичені з книги Германа Гуго «Pia desideria». Зубрицький творчо переосмислив зразки західних гравюр, сюжети яких були запозичені з античної історії, міфології, Біблії, суттєво доповнивши їх образами вітчизняної літератури та українського фольклору.
Книгу кілька разів перевидавали в XVIII столітті в Петербурзі, Москві, Львові та Відні. 
Є два переклади Іфіки румунською. Видання 1712 року, а також гравірувальні дошки Никодима Зубрицького до ілюстрацій видання зберігаються у Національній бібліотеці ім. В. Вернадського.